# Ronde van Vlaanderen voor Vrouwen 2018
15. edycja kobiecego wyścigu kolarskiego Ronde van Vlaanderen voor Vrouwen odbyła się 1 kwietnia 2018 roku w Belgii. Trasa wyścigu liczyła 153,3 kilometrów. Zwyciężczynią została Holenderka Anna van der Breggen, wyprzedzając swoje rodaczki Amy Pieters oraz Annemiek van Vleuten.
Ronde van Vlaanderen był szóstym w sezonie wyścigiem cyklu UCI Women’s World Tour, będącym serią najbardziej prestiżowych zawodów kobiecego kolarstwa. Dla Anny van der Breggen było to już drugie w sezonie zwycięstwo w ramach tego cyklu. Poza wyścigiem kobiecym tego samego dnia, lecz na dłuższej trasie zorganizowano również wyścig mężczyzn.

## Wyniki
| M-ce | Imię i nazwisko      | Kraj              | Drużyna          | Czas       |
| ---- | -------------------- | ----------------- | ---------------- | ---------- |
| 1.   | Anna van der Breggen | Holandia          | Boels Dolmans    | 4h 08' 46" |
| 2.   | Amy Pieters          | Holandia          | Boels Dolmans    | + 1' 08"   |
| 3.   | Annemiek van Vleuten | Holandia          | Mitchelton-Scott | + 1' 08"   |
| 4.   | Ashleigh Moolman     | Południowa Afryka | Cervélo–Bigla    | + 1' 08"   |
| 5.   | Chantal Blaak        | Holandia          | Boels Dolmans    | + 1' 08"   |
| 6.   | Małgorzata Jasińska  | Polska            | Movistar Team    | + 1' 08"   |
| 7.   | Ellen van Dijk       | Holandia          | Team Sunweb      | + 1' 08"   |
| 8.   | Lisa Brennauer       | Niemcy            | Wiggle High5     | + 1' 08"   |
| 9.   | Katarzyna Niewiadoma | Polska            | Canyon–SRAM      | + 1' 08"   |
| 10.  | Megan Guarnier       | Stany Zjednoczone | Boels Dolmans    | + 1' 11"   |
|      |                      |                   |                  |            |
| DNF  | Katarzyna Pawłowska  | Polska            | Team Virtu       | -          |